# ÖFB-Frauenliga
De ÖFB Frauen-Bundesliga is de hoogste voetbalcompetitie in Oostenrijk voor vrouwen. Sinds 2014 is de vrouwenafdeling van SKN Sankt Polten onafgebroken kampioen van de competitie. Sinds 2022 verdienen de nummer een én twee van de competitie een plek in de Champions League voor vrouwen.
Het kampioenschap van 2022 werd door SKN Sankt Polten binnengesleept met één enkel tegendoelpunt, in het gehele seizoen.
De recordkampioenen zijn USC Landhaus Wien en USV Neulengbach, beide met 12 titels. USV Neulengbach was kampioen van de competitie tussen 2003 en 2014. USC Landhaus Wien heeft haar 12 titels bemachtigd verspreid tussen 1974 en 2001. 
Union Kleinmünchen heeft acht titels achter haar naam staan. Deze zijn behaald tussen 1990 en 1999, met uitzondering van 1997.
Alle clubs spelen 2 wedstrijden tegen elkaar. Wat uitkomt op een totaal van 18 gespeelde wedstrijden per club aan het eind van elk seizoen.